# الحوت المنقاري لبرین
الحوت المنقاري لبرین (الاسم العلمي: Mesoplodon perrini) هو نوع من الحيتانيات، يتبع جنس حيتان مركزية الأسنان.